# De färdas om natten
De färdas om natten är en amerikansk film från 1940 i regi av Raoul Walsh.

## Handling
Två bröder, Joe och Paul arbetar som lastbilschaufförer i ett eget åkeri. De kör frukt från gårdarna runt om i Kalifornien till marknaderna i Los Angeles. Bröderna får arbeta hårt i en korrupt bransch, och Paul får snart betala ett högt pris för det pressande arbetet. Joe dras mellan de två kvinnorna Cassie och Lana. Lana visar snart upp en mer instabil sida hos sig själv.

## Rollista (urval)
- George Raft - Joe Fabrini
- Ann Sheridan - Cassie Hartley
- Humphrey Bogart - Paul Fabrini
- Ida Lupino - Lana Carlsen
- Gale Page - Pearl Fabrini
- Alan Hale - Ed Carlsen
- Roscoe Karns - Irish McGurn
- George Tobias - George Rondolos